# Mycetophila flavipes
Mycetophila flavipes är en tvåvingeart som först beskrevs av Macquart 1826.  Mycetophila flavipes ingår i släktet Mycetophila och familjen svampmyggor.
Artens utbredningsområde är Frankrike. Inga underarter finns listade i Catalogue of Life.